# Easy listening
Easy listening er en type af popmusik og musik på radioformat, der dukkede frem i midten af det 20. århundrede udviklet af swing og big band-musik. Easy listening er musik bestående af iørefaldende melodier, bløde og tilbagelænede sange samt lejlighedsvist rytmer egnet til pardans. Genren inkluderer både instrumentalformer (ofte med lette instrumenter såsom Hammondorgel, "lush strings" eller ukulele); og sangformer med popsangere, såsom Barry Manilow, Harry Connick Jr., Frank Sinatra, Bing Crosby og Tom Jones. Musikere tilhørende genren exotica (for eksempel Les Baxter og Martin Denny) er ofte inkluderet i listen over easy listening-kunstnere.
Af nogen kaldes easy listening også muzak, men denne genre adskiller sig fra easy listening, idet den er produceret direkte til offentlige steder som supermarkeder og elevatorer. Easy listening består derfor generelt af flere elementer og kaldes ofte muzak af nedsættende grunde.